# Raoul de Mérencourt
Raoul de Mérencourt (Radulphus en latin) exerça la charge d'évêque de Sidon de 1210 à 1214 puis de Patriarche Latin de Jérusalem de 1214 à 1225. Il succéda à Albert Avogadro après son assassinat lors de la procession de la Sainte-Croix d'Acre de 1214.
En 1216, il assista au quatrième concile du Latran avec plusieurs de ses évêques et, avec le pape Innocent III, donna un sermon le premier jour des démarches (le 11 novembre) réclamant une nouvelle croisade afin de récupérer la Terre Sainte. D'autres recommandations pour la cinquième croisade ont été faites le dernier jour du conseil, le 30 novembre. Cependant, et pour diverses raisons, la croisade n'eut lieu qu'en 1217 après la mort d'Innocent III. Raoul fut nommé légat du pape Honorius III et escorté à Saint-Jean-d'Acre par Jean de Brienne, roi de Jérusalem. Il participa personnellement à la croisade contre l'Égypte, pendant laquelle il porta une relique de la Vraie Croix, et se prosterna, la tête enterrée sous le sable, afin d'assurer le succès du siège à Damiette.
Il est vraisemblablement mort en 1225 et Gérold de Lausanne lui succéda.

## Sources
- (en) Cet article est partiellement ou en totalité issu de l’article de Wikipédia en anglais intitulé « Raoul of Merencourt » (voir la liste des auteurs).

## Liens
- Notices d'autorité :   - VIAF
  - GND